# Аналітичні і синтетичні судження
Судження поділяються на:
Аналітичні — судження, істинність яких встановлюється шляхом чисто логічного аналізу.
Синтетичні — судження, істинність яких обґрунтовується шляхом звернення до зовнішньої інформації.
Вважається що в історії філософії судження вперше були поділені на аналітичні та синтетичні Кантом. Кант теж так вважав, сказавши що до нього лише в Лока був щонайбільше натяк на таке розрізнення..
За означенням Канта, якщо ми маємо об'єкт О, та предикат П про цей об'єкт, то або предикат П міститься в об'єкті в прихованому вигляді (нім. versteckterweise), як невід'ємна властивість, або цілковито знаходиться поза об'єктом, хоча пов'язаний із ним.
Аналітичні судження обов'язково є апріорними, синтетичні судження є або апріорними, або апостеріорними. Кант розрізняє синтетично-апріорні та синтетично-апостеріорні судження тим, що останні позначаються Кантом як такі, що ґрунтуються на досвіді, тоді як перші позначаються Кантом як такі, що не можуть ґрунтуватися на досвіді.